# Acer dittrichii
Acer dittrichii é uma espécie de árvore do gênero Acer, pertencente à família Aceraceae.